# Symmach z Jerozolimy
Symmach z Jerozolimy – dwudziesty trzeci biskup Jerozolimy.